# (857) Glasenappia
(857) Glasenappia (1916 S33) – planetoida z pasa głównego asteroid okrążająca Słońce w ciągu 3 lat i 89 dni w średniej odległości 2,19 au. Została odkryta 6 kwietnia 1916 roku w Obserwatorium Simejiz na górze Koszka, na Krymie przez Siergieja Bielawskiego. Nazwa planetoidy pochodzi od Siergieja Pawłowicza Glasenappa, rosyjskiego astronoma.